# Where's the Party
Where's the Party è un brano della cantautrice statunitense Madonna del 1986. Contenuto nell'album True Blue fu estratto come singolo solo nelle Filippine.
Nell'album You Can Dance fu pubblicata una versione Extendend Remix e anche una Dub Version.
La canzone è stata inserita nel Who's That Girl Tour e nel Blond Ambition Tour. Madonna e Stuart Price hanno campionato il ritornello per la canzone Music, inserita nel Confessions Tour (per l'occasione chiamata Music Inferno, perché contiene un campionamento della canzone Disco Inferno).